# Хаан-Херети
Хаан-Херети (рус. Царица птиц, баш. Самригуш) — в тувинской мифологии это гигантская птица, царица птиц, способная переносить людей в верхний мир или уносить в свое гнездо. Своего рода прототип индийской Гаруды и европейского Феникса. Но в отличие от индийского собрата Хаан-Херети не имеет человеческого лица и не сжигает себя как Феникс. Чаще всего она является помощником богатырям, нежели становится носителем зла. Нередко способна разговаривать и наделена некоторыми человеческими чертами как благородство, семейность и т. д. Из этого можно предположить, что Хаан-Херети является противопоставлением злого, алчного Караты-Хаана.

## Описание
Гигантская птица в виде орла, чаще ястреба. В некоторых случаях изображается огненной. Умеет говорить на человеческом языке.

## Хаан-Херети в литературе
Часто Хаан-Херети становится главным персонажен тувинских сказок.
В статье Г. Р. Хусаиновой, МОТИВ КАК ЕДИНИЦА СЮЖЕТА: ОБЩЕЕ И РАЗЛИЧНОЕ В СКАЗКАХ БАШКИР И СИБИРСКИХ ТЮРКОВ проводится сравнение башкирского и тувинского эпоса, чем объясняется схожесть культур.
Пример: Батыр спасает птенцов Хаан-Херети (тувинск.) Самригуш (башк.) от прожорливой девятиглавой аждахи (башк.) / пятнадцатиголовый змей (тувинск.), за что птица обещает батыра поднять в Верхний мир. В башкирской сказке Самригуш велит батыру запастись сорока мисками мяса, молока, а в тувинской — настрелять уток.
В некоторых тувинских шахматах ферзи вырезаны в виде медведя («адыг»), птицы Гаруды («Хаан-Херети»)
По тибетской традиции, некоторые тувинцы склонны изображать Хаан-Херети в виде Гаруды и наносить её изображение на флажки.